# Episodi di Metalocalypse (prima stagione)
La prima stagione della serie animata Metalocalypse, composta da 20 episodi, è stata trasmessa negli Stati Uniti, da Adult Swim, dal 6 agosto al 17 dicembre 2006.
| nº | Titolo originale            | Prima TV USA      |
| -- | --------------------------- | ----------------- |
| 1  | The Curse of Dethklok       | 6 agosto 2006     |
| 2  | Dethwater                   | 13 agosto 2006    |
| 3  | Birthdayface                | 20 agosto 2006    |
| 4  | Dethtroll                   | 27 agosto 2006    |
| 5  | Dethkomedy                  | 3 settembre 2006  |
| 6  | Dethfam                     | 10 settembre 2006 |
| 7  | PerformanceKlok             | 17 settembre 2006 |
| 8  | Snakes n' Barrels           | 24 settembre 2006 |
| 9  | Mordland                    | 1º ottobre 2006   |
| 10 | Fat Kid at the Detharmonic  | 8 ottobre 2006    |
| 11 | Skwisklok                   | 15 ottobre 2006   |
| 12 | Murdering Outside the Box   | 22 ottobre 2006   |
| 13 | Go Forth and Die            | 29 ottobre 2006   |
| 14 | Bluesklok                   | 5 novembre 2006   |
| 15 | Religionklok                | 12 novembre 2006  |
| 16 | Dethkids                    | 19 novembre 2006  |
| 17 | Dethclown                   | 26 novembre 2006  |
| 18 | Girlfriendklok              | 3 dicembre 2006   |
| 19 | Dethstars                   | 10 dicembre 2006  |
| 20 | The Metalocalypse Has Begun | 17 dicembre 2006  |